# Гаді Саеї
Гаді Саеї  (10 червня 1976) — іранський тхеквондист, олімпійський чемпіон.

## Виступи на Олімпіадах
| Олімпіада   | Дисципліна | Місце |
| ----------- | ---------- | ----- |
| Сідней 2000 | до 68 кг   | 3     |
| Афіни 2004  | до 68 кг   | 1     |
| Пекін 2008  | до 68 кг   | 1     |